# 劉斯𱖹

劉斯𱖹（？—1649年），字文修，號泰望、大容，江西南昌府南昌縣民籍，梓溪里人。明朝政治人物。

## 生平
萬曆四十三年（1615年）乙卯科江西鄉試舉人，四十四年（1616年）聯捷丙辰科進士，授零陵县知縣，丁母憂，服闋，天启二年補福建漳州府海澄县知县，御海寇劉香老有功，崇禎元年擢刑科给事中。斯琜负气敢言，又是大學士劉一燝從子，熟悉中朝賢奸之辨。戎政尚書霍維華，魏忠贤之黨魁，自科员不三年至尚書，妻弟陸藎臣亦内侍，丁卯七月知熹宗疾沉篤，以袁崇焕賜蔭事，與魏忠贤爲異，詰責放歸。思陵不知其故，即位起維華今職，又欲遣之行邊。斯琜及科臣颜继祖各上疏白其奸状，遂輟行，俄罷官去。又疏論左僉都御史贾继春，疏上，继春改官。疏救袁崇焕，三年，轉兵科，又轉禮科。五年，轉吏科都给事中。六年二月，以弹劾内監王坤，疏上，帝銜怒。未幾以資俸進南京通政司右參議，下旨詰責，調外任，謫湖廣按察司照磨。俄起官行人，久之，轉光禄寺寺丞，晉少卿，推右僉都御史，会李自成犯京师，手詔轉左。城陷，間道南歸。順治六年己丑（1649年）正月二日，朱衣乌纱北面呼先帝，再拜然後鼓樂前導，率三子入家廟，見者大駭。駐梓溪清将喬承寵聞訊，發兵圍之，缚之而去。斯琜曰：「向憂不得死所，今遂志矣！」父子四人同死南昌己丑之難。